# Nassarius dijki
Nassarius dijki is een slakkensoort uit de familie van de Nassariidae. De wetenschappelijke naam van de soort is voor het eerst geldig gepubliceerd in 1895 door K. Martin.